# 納什維爾鐵路列車相撞事故
納什維爾鐵路列車相撞事故，又稱為1918年鐵路大撞車（Great Train Wreck of 1918）。由納什維爾，查塔努加和聖路易斯鐵路公司（Nashville, Chattanooga & St. Louis Railway, 簡稱NC&StL）經營的1次和4次旅客列車在田納西州納什維爾以西的單線鐵路上正面碰撞，造成101人死亡，171人受傷。是美國歷史上傷亡數量最大的鐵路事故。也是和美國歷史上死亡數量最大的鐵路事故之一（根據不同資料來源，1918年紐約市布魯克林馬爾本街捷運脫軌事故死亡人數在93-102人之間）。
相撞兩列火車為往返於田納西州納什維爾和孟菲斯的旅客列車。根據計劃，1次列車將於7點10分抵達納什維爾聯合車站，但當日列車晚點30分鐘。7時正，4次列車按計畫從聯合車站開出前往孟菲斯。7時20分，兩車在市區以西的“荷蘭人曲線”（Dutchman's Curve）單線鐵路上正面碰撞，碰撞時兩車時速為50-60英里/小時，碰撞造成數節木質客車車廂脫軌報廢。結構孱弱的木質車廂無法保護乘客，以致造成極為慘重的傷亡。
根據州際通商委員會（ICC）的調查，造成傷亡事故有以下幾個原因：鐵路系統調度失誤；缺乏列車行駛狀況監視系統；4次列車車組人員瞭望不夠認真；木質客車缺乏對乘客的保護等。

## 事故經過

### 列車發車
1918年7月9日上午7時正，NC&StL鐵路4次旅客列車從納什維爾聯合車站發車，前往孟菲斯市。列車由蒸汽機車牽引（編號282），列車編組為6節木質座車，2節行李及郵政車。同時，1次列車也由蒸汽機車（編號281）牽引6節木質座車，1節郵政及行李車，2節普爾曼臥舖車廂，接近納什維爾市區。1次列車司機原定於此次列車完成後退休。列車於3時左右停靠於田納西州麥肯基站，納什維爾是其終點站，圖定7時10分抵達，7時09分經過貝爾維尤，晚點約30分。

### 接近
納什維爾聯合車站NC&StL所屬線路向西開出，經過一段雙線鐵路後，有一段約10英里（16公里）長的單線區間，4次和1次列車都將經過該線，兩次列車同時向控制中心請求通過。根據當時原則，上行（前往納什維爾方向）的列車擁有優先通行權。隨即控制室通知4次列車應當在單線路段入口信號塔處待避1次列車，直至目視確認281號機車牽引的列車完全通過。列車長有負責瞭望和行車之責。當列車正駛向單雙線區間交接點時，一台蒸汽機車牽引一節空客車交錯而過，4次列車的列車長正忙於補票和查票事務，並未仔細觀察，便把其當成了1次列車，而火車司機亦未確認機車號及細節，以為剛才經過的是1次列車，已離開單線區間。
4次列車行駛至單線曲線開始的扳道和閉鎖控制室時，控制員J.S. 約翰遜給出開鎖信號，意味著前方單行區間無車輛，可正常通行。隨即約翰遜開始核對調度日誌，忽然發現日誌上並未有1次列車的通過記錄。約翰遜隨即電告調度員，調度員回復：“他（單行線下行閉鎖控制室）有1次列車進入紀錄，攔下4次”。約翰遜隨即鳴響警告汽笛，但4次列車上瞭望員和車組並未察覺。同時，4次列車的車長和車組也未按規定目視檢查閉鎖控制室上的行車日誌通知板，確認1次列車是否留下通過紀錄。

### 碰撞
7點20分左右，4次和1次列車在“荷蘭人曲線”白橋路附近路軌上發生正面碰撞。當時4次列車的速度為50英里/小時，1次列車行車速度為60英里/小時。列車相撞後，多節木質車廂脫軌並徹底報廢。相撞的聲音在2英里（約3公里）外清晰可聞。

## 事後
據州際通商委員會公佈的數據共有101人在事故中死亡，但亦有人認為死亡人數為121人。至少有171人在事故中受傷。死傷者中，不少為從阿肯色州和孟菲斯前往納什維爾“老山核桃”火藥廠工作的非裔美國人。約有5000人前往事故現場參與搜救或圍觀。
州際通商委員會的調查毫不留情的批評了鐵路公司，聲明是“鬆懈的管理，不合理的操作規章制度，人員的不負責任造成了這起史上最嚴重的鐵路事故”。倘若控制室信號員不輕易開放閉鎖，列車員認真觀察往來列車，司機組按規定檢視行車日誌顯示牌其中之一實現了，這場事故都不會發生。
在此次事故後，各大鐵路公司逐漸淘汰木質車體，該由全金屬製造鐵路車輛。

## 外部連結
- Text of 1918 local news story
- 2007 News article with links to audio recollections
- Official ICC Report （页面存档备份，存于）